# Zagrody (powiat buski)
Zagrody – wieś w Polsce, położona w województwie świętokrzyskim, w powiecie buskim, w gminie Gnojno
W latach 1975–1998 wieś należała administracyjnie do województwa kieleckiego.
| SIMC    | Nazwa    | Rodzaj     |
| ------- | -------- | ---------- |
| 0238687 | Malinie  | przysiółek |
| 0238693 | Potyrała | osada      |